# Пиротско споразумение (1885)
Пиротското споразумение от 9 (21 по нов стил) декември 1885 година урежда условията за примирието в Сръбско-българската война. Под натиска на силите-гаранти на Берлинския договор и, преди всичко, на Австро-Унгария, България и Сърбия се отказват от плановете си за продължаване на бойните действия и изтеглят войските си зад довоенните си граници.

## Контекст
Споразумението е сключено почти месец след прекратяването на бойните действия. На 16 ноември – ден след като българите разбиват сръбската армия при Пирот, Австро-Унгария спира настъплението им с ултиматума, че ще се намеси с войските си за защита на Сърбия. Последвалите преговори са безуспешни, тъй като сърбите отказват да се оттеглят от окупираните части на Видинско без съответно изтегляне на българите от Пиротско. От своя страна, българското правителство желае да задържи Пирот като залог срещу бъдеща парична компенсация за военните си разходи. Поради влошеното материално положение на армията си и опасността от турска окупация на Източна Румелия (останала с неуреден статут след Съединението с Княжество България), то настоява за по-скоро сключване на мирен договор, но Сърбия гарантира само 6-седмично примирие. Този отговор и сведенията, че правителството на Гарашанин използва спирането на българското настъпление, за да засили войските си, карат външния министър Илия Цанов да предупреди австрийския представител в София в началото на декември, че България ще поднови бойните действия. Австро-Унгария реагира, като инициира посредническа акция на Великите сили.
Комисията, съставена от военните аташета на Германия, Австро-Унгария, Великобритания, Франция, Русия и Италия във Виена и представител на Османската империя (като сюзерен на българското княжество), пристига в заетия от българите Пирот на 6 декември. Условията, формулирани от нея, са подписани без възражения три дни по-късно от представители на България и Сърбия (съответно, капитан Олимпий Панов и полковник Петър Топалович). Недоволно от клаузата за незабавно назначаване на пълномощници за мирни преговори, сръбското правителство я приема едва след заканата на Австро-Унгария, че ще прекрати дипломатическата подкрепа и оръжейните доставки за сръбската армия.

## Условия
Споразумението от 9 декември 1885 налага безусловно освобождаване на пленниците и завзетите територии. Сърбите трябва да се изтеглят от района на Видин до 13 декември, а българите от Пиротско два дни по-късно. Демаркационната линия се установява по границата отпреди войната с неутрална зона, широка 6 km. Като крайна дата за приключването на мирните преговори е определен 17 февруари 1886. Букурещкият мирен договор е сключен два дни след изтичането на този срок (19 февруари) без да внесе изменения в статуквото, създадено от Пиротското споразумение.